# 1573
1573 (MDLXXIII) fue un año común comenzado en jueves del calendario juliano.

## Acontecimientos
- 26 de mayo: Batalla de Haarlemmermeer entre una Armada Española y los Mendigos del mar, en el marco de la guerra de Flandes y del asedio de Haarlem.
- 6 de julio: Fundación de la ciudad de Córdoba (Argentina) por Jerónimo Luis de Cabrera
- 14 de julio: España/Holanda - Rendición de la ciudad de Haarlem a las tropas españolas tras un asedio de ocho meses.
- 15 de noviembre: Juan de Garay funda Santa Fe.
- Francis Bacon ingresa al Trinity College de Cambridge.

## Nacimientos
- 7 de enero: Agnes Annie Drake, pirata inglesa (f. 1603)
- 10 de enero: Simon Marius, astrónomo alemán (f. 1624)
- 15 de julio: Iñigo Jones, arquitecto y escenógrafo británico (f. 1652)

- Michelangelo Caravaggio.

## Fallecimientos
- 5 de marzo: Giulio Campi, pintor italiano (n. 1508)
- 29 de julio: Ruy Gómez de Silva, príncipe de Éboli, aristócrata portugués de la corte de Felipe II de España (n. 1516)
- 28 de agosto: Azai Nagamasa,  Daimyō del período Sengoku de la historia de Japón (n. 1545).